# Mount Becker
Mount Becker ist ein markanter antarktischer Berg, der etwa 1,5 km nordöstlich des Mount Boyer in den Merrick Mountains im Ellsworthland aufragt.
Entdeckt wurde er anhand von Luftaufnahmen, die bei der Ronne Antarctic Research Expedition (1947–1948) unter der Leitung des US-amerikanischen Polarforschers Finn Ronne entstanden. Ronne benannte ihn nach Ralph Elihu Becker (1907–1994), späterer Botschafter der Vereinigten Staaten in Honduras, welcher der Expedition bei der Einwerbung von Geldern half.